# NK Zvonimir Donja Vrba
Nogometni klub Zvonimir Donja Vrba hrvatski je nogometni klub iz Donje Vrbe. Trenutačno natječe u 1. ŽNL Brodsko-posavkoj.
Domaće utakmice igra na stadionu ŠRC "Šimo Odobašića".
Klub je osnovan 1. srpnja 1959. godine.

## Vanjske poveznice
- Profil, HNS Semafor